# Miguel González Pérez-Caballero
Miguel González Pérez-Caballero   (Toledo, 25 de setembre de 1909 - valor desconegut, segle XX) va ser un militar espanyol que va participar en la Guerra civil espanyola.

## Biografia
Militar professional, pertanyia a l'arma d'infanteria. El juliol del 1936 ostentava el rang de tinent i es trobava destinat en el Regiment d'infanteria «Tarifa» núm. 11, de guarnició a Alacant. Havia estat seleccionat per a participar en els Jocs Olímpics d'Estiu de 1936 a Berlín.
Després de l'esclat de la Guerra civil es va mantenir fidel a la República, integrant-se en el Exèrcit Popular. En la primavera de 1937, poc després de la batalla del Jarama, va ser nomenat comandant de la 19a Brigada Mixta. Posteriorment assumiria el comandament de la 18a Divisió, aconseguint el rang de tinent coronel. Al final de la contesa va ser capturat pels franquistes. Condemnat a mort, acabaria sent indultat i només va estar a la presó alguns anys.